# اسکات دیویس (دوچرخه‌سوار)
اسکات دیویس (اسپانیایی: Scott Davis‎؛ زادهٔ ۲۲ آوریل ۱۹۷۹) دوچرخه‌سوار اهل استرالیا است.